# 台灣觀光特產協會
台灣觀光特產協會（英語：The Association of Taiwan Tour Souvenir），簡稱T.T.S，成立於2007年6月26日，宗旨為促進及提昇台灣觀光特產業的整體競爭力。台灣光觀特產協會目前有60多位個人及團體會員。

## 推動過程
時任宜蘭縣立法委員林建榮在2007年發動36位立委連署，響應總統馬英九推動台灣觀光產業及大陸人士來台觀光，成立觀光特產協會，並邀請立法院長王金平擔任榮譽理事長。

## 台灣百大特產館
2010年7月30日，台灣百大特產館在宜蘭轉運中心旁落成。

## 外部連結
- 台灣觀光特產協會